# ハイランド郡 (バージニア州)
ハイランド郡（英: Highland County）は、アメリカ合衆国バージニア州の中央部北西に位置する郡である。2010年国勢調査での人口は2,321人であり、2000年の2,536人から8.5%減少した。郡庁所在地はモントレー町（人口147人）であり、同郡で唯一の法人化町でもある。バージニアのリトルスイスとも呼ばれ、州内でも最も人口の少ない郡である。ハイランド郡は、ミシシッピ川以東で、最も人口が少なく、最も平均標高が高い郡の1つだと自称している。

## 歴史
バージニア植民地の中でハイランド郡となった地域のヨーロッパ人による開拓は1745年頃に始まった。海岸地域、さらにピードモント台地やシェナンドー・バレーの西にあり、ブルーリッジ山脈の向こうにある（昔はトランスマウンテンと呼ばれた）。初期の開拓者はそのような険しい地形を越えるのではなく、メリーランド州やペンシルベニア州からポトマック川を渡り、渓谷を辿って南に下ってきた。多くの者はグレート・ワゴン道路、別名バレー・パイク（現在のアメリカ国道11号線）を辿った。現在のハイランド郡北部にある山岳部を越えてドイツ系移民が入るようになったので、スコットランド・アイルランド系の移民は南の地域に入った。
バージニアと他の12植民地がアメリカ独立戦争の後でイギリスからの独立を勝ち取った後でも、この地域は人口が少ないままだった。1840年代、この地域を通って歴史的なスタントン・パーカーズバーグ・ターンパイクが建設された。クラウディウス・クロゼットが設計し、山岳部を抜けたその道は、バージニア州公共事業局が部分的に資金を出した有料道路だった。このターンパイクは、シェナンドー・バレー上流とオハイオ川を繋ぐ重要なルートだった。
ハイランド郡は1847年に、バス郡と現在はウェストバージニア州のペンドルトン郡の一部を合わせて設立された。郡名はその標高の高さから名付けられた。
南北戦争（1861年-1865年）のとき、スタントン・パーカーズバーグ・ターンパイクの支配が重要になった。若い兵士が故郷に送った手紙などから見ると、北軍も南軍も高度の高いこの道沿いに陣地を占めた1861年の冬は大変なものだった。ストーンウォール・ジャクソンのシェナンドー・バレー方面作戦で、南軍が初めて勝利したマクドウェルの戦いは、1862年5月8日にマクドウェルの町で起こった。
20世紀、このターンパイクはアメリカ国道250号線に指定された。21世紀も郡内を通ってウェストバージニア州に入る東西方向の幹線道であり、国定シーニックバイウェイとなっている。

## 地理
ハイランド郡内にはジェームズ川とポトマック川南支流の水源があり、他にもこの2つの川の小さな支流が多い。
アパラチア山脈のリッジ・アンド・バレー地域の中にあり、北東から南西に延びる尾根と谷が交互に繰り返されている。この中で最高地点が郡内にある。その結果、2つの流れがこの地域に発している。1つは南西に流れてジェームズ川となり、もう1つはほど無いきょりで北東に発し、その北東のポトマック川南支流に流れる。
カウパスチャー川、ブルパスチャー川、ジャクソン川が発して南東に流れている。ブルパスチャー川はバス郡でカウパスチャー川と合流し、ボトトート郡でジャクソン川と合流してジェームズ川となる。
ポトマック川南支流サウスフォークとポトマック川南支流が郡内に発して北東のウェストバージニア州ペンドルトン郡に流れる。さらにローレルフォークとストレートフォークが発して合流し、ポトマック川南支流ノースフォークとなって州境を越え、ペンドルトン郡に入る。この2つのフォークが合流してポトマック川南支流となり、ウェストバージニア州ハンプシャー郡で南支流と北支流が合流してポトマック川となる。
アメリカ合衆国国勢調査局に拠れば、郡域全面積は416平方マイル (1,077.4 km2)であり、全て陸地である。

### 地区
ハイランド郡は4つの監督地区に分割されている。ブルーグラス、モントレー、ハイタウン、マクドウェルの各地区である。

### 主要高規格道路
郡の近くに州間高速道路は無い。東西方向の州間高速道路64号線と南北方向の州間高速道路81号線は、隣接するオーガスタ郡を通っている。
郡内を3本の主要国道と州道が走っている。主要道とは比較的連続的に交通量が多く、平均走行距離が長く、運行速度が速く、移動性の重要なものである。州道はバージニア州交通省が維持している。
- アメリカ国道250号線、東西方向の幹線道、スタントンでI-81に、ウェストバージニア州で同79号線に接続する
- アメリカ国道220号線、南北方向の幹線道、バス郡の南でI-64に接続する
- バージニア州道84号線、郡南西部を通り、ウェストバージニア州から入り、モントレーの南3マイル (5 km) で国道220号線と交差する

郡内には二級州道の総延長が343キロメートル以上ある。1932年のバード道路法で建設されたので、バージニア州交通省が管理している。

### 隣接する郡
- ペンドルトン郡 (ウェストバージニア州) - 北
- オーガスタ郡 - 南東
- バス郡 - 南西
- ポカホンタス郡 (ウェストバージニア州) - 西

### 国立保護地域
- ジョージ・ワシントン国立の森（部分）
- アメリカ合衆国電波停止地帯（部分）

## 人口動態
以下は2000年国勢調査による人口統計データである。
| 基礎データ - 人口: 2,536人 - 世帯数: 1,131 世帯 - 家族数: 764 家族 - 人口密度: 2人/km2（6人/mi2） - 住居数: 1,822軒 - 住居密度: 2軒/km2（4軒/mi2） 人種別人口構成 - 白人: 99.25% - アフリカン・アメリカン: 0.08% - ネイティブ・アメリカン: 0.12% - アジア人: 0.12% - その他の人種: 0.08% - 混血: 0.35% - ヒスパニック・ラテン系: 0.51% 年齢別人口構成 - 18歳未満: 19.9% - 18-24歳: 4.1% - 25-44歳: 24.5% - 45-64歳: 31.2% - 65歳以上: 20.4% - 年齢の中央値: 46歳 - 性比（女性100人あたり男性の人口） - 総人口: 97.8 - 18歳以上: 96.5 | 世帯と家族（対世帯数） - 18歳未満の子供がいる: 24.0% - 結婚・同居している夫婦: 56.9% - 未婚・離婚・死別女性が世帯主: 7.1% - 非家族世帯: 32.4% - 単身世帯: 29.1% - 65歳以上の老人1人暮らし: 15.6% - 平均構成人数 - 世帯: 2.24人 - 家族: 2.74人 収入と家計 - 収入の中央値 - 世帯: 29,732米ドル - 家族: 37,530米ドル - 性別 - 男性: 25,904米ドル - 女性: 19,250米ドル - 人口1人あたり収入: 15,976米ドル - 貧困線以下 - 対人口: 12.6% - 対家族数: 9.3% - 18歳未満: 13.2% - 65歳以上: 15.8% |

## 見どころ
ハイランド郡は、険しい山岳と谷があるので、バージニアのリトルスイスとも呼ばれている。
ハイランド郡博物館歴史遺産センターがマクドウェルにあり、ハイランド歴史協会が運営している。展示されているのは郡の歴史と、南北戦争中マクドウェルの戦いに関するものである。ストーンウォール・ジャクソン将軍の有名なバレー方面作戦では、この戦闘での勝利で南軍の侵攻を助けた。また1862年にできたウェストバージニア州との州境を決めることになった。
ハイランド郡カエデ祭は1958年から毎年3月に開催され、メイプルシロップ作りを奨励している。毎年8月にはマウンテン・ママ・ロードバイク・チャレンジが開かれ、郡内の険しい山道に挑戦する自転車愛好家が全国から集まる。8月最終週と9月第1週の週末は、ハイランド高校背後にある催事広場で郡祭が開催される。州内でも最も長く続いている祭である。

## 町
- モントレー - 郡庁所在地

### 未編入の町
| - ブルーグラス - クローバークリーク - ドーヒル - フォークスオブウォーターズ | - ハードスクラブル - ヘッドウォーターズ - ハイタウン | - リバティ - マクドウェル - メドウデール | - ミルギャップ - ネイプルズ - マストー - ニューヘンプデン | - パロアルト - パトナ - ポッサムトロット | - サイロンズミル - トリンブル - バンダープール |